# 米羅尼夫卡 (尼科波爾區)
47°47′23″N 34°4′10″E / 47.78972°N 34.06944°E
米羅尼夫卡（烏克蘭語：Миронівка），是烏克蘭中部的村莊，隸屬第聶伯羅彼得羅夫斯克州的尼科波爾區。該村處於巴扎夫盧克河左岸，距離什什基涅4.5公里和紹洛霍韋8公里，海拔高度34米，2001年人口330。